# Landauite
La landauite è un minerale appartenente al gruppo della crichtonite.